# Számlálószó
| Számlálószavak, mennyiségnevek, illetve mértékjelölő főnevek a magyarban (példák) |
| Vegyes használati tárgyak                                                         |
| --------------------------------------------------------------------------------- |
| egy ív papír                                                                      |
| egy kötet könyv                                                                   |
| egy levél gyógyszer                                                               |
| egy pár zokni/cipő/kesztyű                                                        |
| egy rend/váltás ruha                                                              |
| Élelmiszerek                                                                      |
| egy tábla csokoládé                                                               |
| egy rúd szalámi/felvágott/bejgli                                                  |
| egy szál kolbász                                                                  |
| Növények és részeik (részben étkezési célra)                                      |
| egy szál rózsa egy szál (sárga)répa, uborka                                       |
| egy csokor virág, petrezselyem, zöldhagyma                                        |
| egy szem cseresznye/búza/mazsola stb.                                             |
| egy fej káposzta/zeller/karalábé/hagyma                                           |
| egy fürt szőlő/banán/paradicsom                                                   |
| egy csomó/csomag retek egy csomó újhagyma                                         |
| egy gerezd fokhagyma                                                              |
| egy cső kukorica                                                                  |
| egy kéve búza                                                                     |

A számlálószó olyan szófaj, amely számos nyelvben a számnév (vagy mutató névmás) és a főnév között található, és mennyiségek megadásakor használatos. Jelentése a „darab” (esetenként: „csomag”, „köteg”) szóval rokonítható. Gyakran a főnévvel jelzett fogalom jellegét, fajtáját, típusát, alakját, funkcióját is meghatározza (pl. hosszú, kerek, vékony, fogantyús, ill. állat, jármű, szerszám stb.). Már ismert főnévre visszautalva helyettesítő szerepe is lehet.
Egyes nyelvekben (pl. magyarban, angolban) csak bizonyos főnevek előtt szükséges kitenni, másokban, pl. számos kelet-ázsiai nyelvben (kínaiban, japánban, thaiban) mindegyik mellett használatos. Ezek az egyes főnevekhez, azok típusaihoz kötelezően társulnak, így ezeket a főnevekkel, ill. típusaikkal együtt érdemes megjegyezni. A számlálószavakból az egyes nyelvekben száznál is többféle lehet, bár a leggyakoribb egy vagy két tucat ismerete a legtöbb esetet lefedi.
Egy másik típusát azok a szavak alkotják, amelyek megszámlálhatatlan mennyiségekből emelnek ki egy egységnyi adagot, darabot (pl. anyagneveknél). Ezek minden nyelvben szükségesek ahhoz, hogy valamely konkrét mennyiségre utaljunk (pl. egy rúd arany, egy csésze kávé, egy üveg bor, egy pohár sör, egy szelet hús, három tányér leves/rizs, egy vekni/szelet kenyér, egy véka liszt stb.).
Hasonló szerepűek azok a szavak, amelyek párban használt ruhadarabokat jelölnek (pl. egy pár zokni, cipő, kesztyű), valamint amelyek több darab csoportját, együttesét jelölik (pl. egy doboz tojás, egy rekesz/tálca sör, egy karton ásványvíz).
A magyarban a számlálószó különböző típusainak a mennyiségnév (pl. tucat, pár, mázsa, halom, pohár, sereg) vagy a mértékjelölő főnév (pl. kiló, csapat) feleltethető meg.